# Внутрішні органи

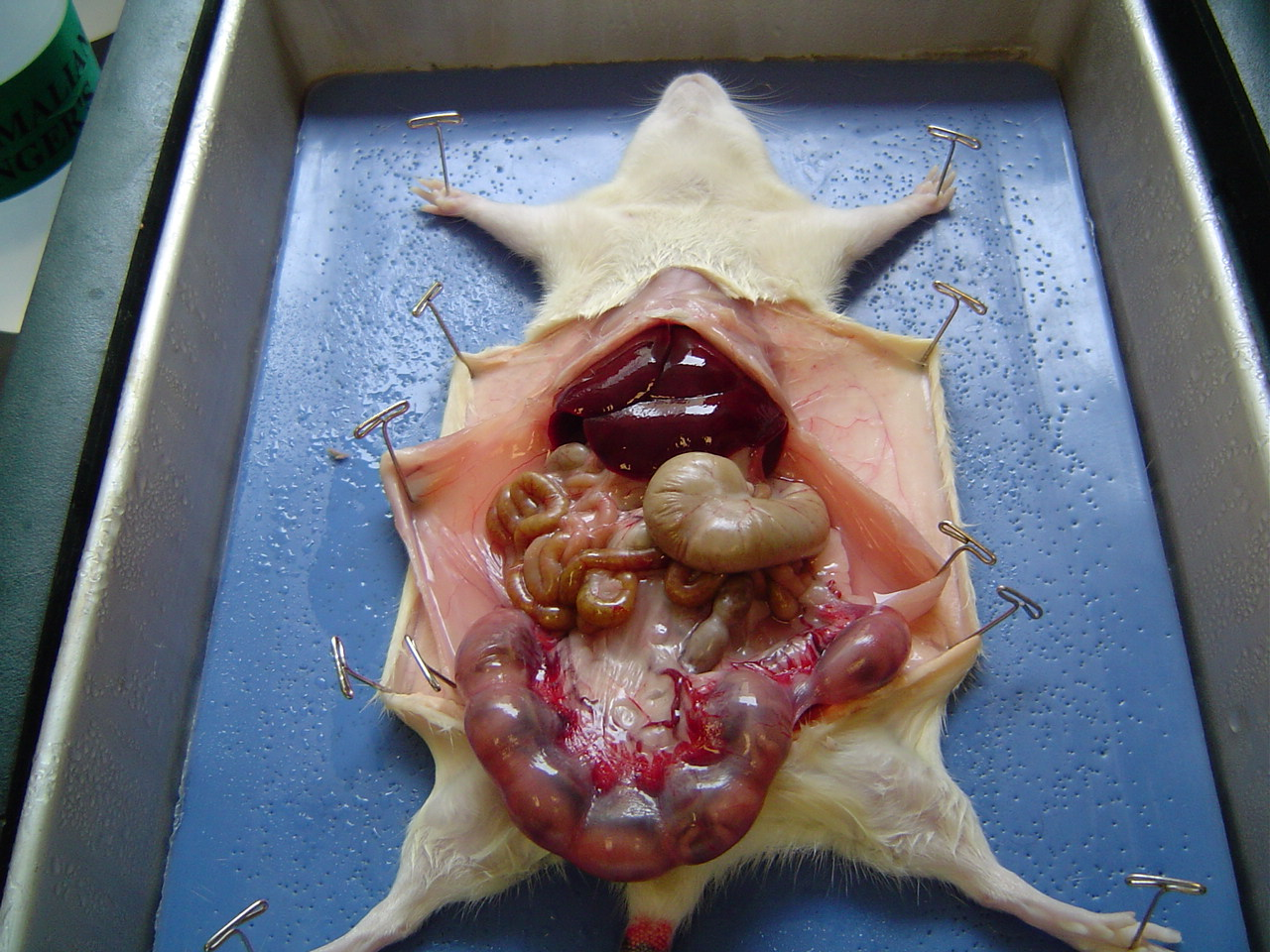
Нутрощі щура

Нутрощі, внутрішні органи, або вісцеральні органи (лат. viscera, мн. ч. від viscus «нутрощі», род. в. visceralis «внутрішній»; дав.-гр. σπλάγχνον [splanchnon]) — органи тварин (і людини), що лежать в основному в грудній і черевній порожнинах, а саме органи дихання, травлення, сечостатеві і серцево-судинні. Нутрощі і органи внутрішньої секреції вивчає спланхнологія.
Область медицини, що вивчає захворювання внутрішніх органів людини, називається внутрішня медицина.